# Say You Won't Let Go
Say You Won't Let Go è un singolo del cantante britannico James Arthur, pubblicato il 9 settembre 2016 come primo estratto dal secondo album in studio Back from the Edge.

## Promozione
Arthur ha eseguito il brano per la prima volta in televisione alla versione britannica di X Factor il 9 ottobre 2016. L'ha poi presentato in diversi talk show statunitensi, come il Late Late Show di James Corden il 3 gennaio 2017 e il 25 aprile al Tonight Show.

## Tracce
Testi e musiche di James Arthur, Andrew Frampton, Daniel O'Donoghue, Mark Sheehan, Neil Ormandy, Stephen Kipner e Steve Solomon.
Download digitale, streaming
1. Say You Won't Let Go – 3:31

Download digitale, streaming – Luca Schreiner Remix
1. Say You Won't Let Go (Luca Schreiner Remix) – 3:23

## Formazione
- James Arthur – voce
- Alex Beitzke – produzione, missaggio
- Bradley Spence – produzione
- Steve Solomon – co-produzione
- Jonny Solway – ingegneria del suono
- Mattia Sortori – ingegneria del suono
- Tom Upex – ingegneria del suono

## Successo commerciale
Nella Adult Top 40 è divenuta la prima numero uno dell'interprete, dopo essere salita dalla 2ª posizione alla cima nella pubblicazione del 3 giugno 2017. Arthur è diventato il primo artista maschile ad eseguire ciò con la sua prima entrata da Shawn Mendes, che conseguì ciò grazie a Stitches a febbraio 2016.

## Classifiche

### Classifiche settimanali
| Classifica (2016-17) | Posizione massima |
| -------------------- | ----------------- |
| Australia            | 1                 |
| Austria              | 5                 |
| Belgio (Fiandre)     | 10                |
| Belgio (Vallonia)    | 6                 |
| Canada               | 9                 |
| Danimarca            | 4                 |
| Filippine            | 9                 |
| Francia              | 19                |
| Germania             | 6                 |
| Irlanda              | 1                 |
| Italia               | 22                |
| Libano               | 6                 |
| Lussemburgo          | 4                 |
| Malaysia             | 4                 |
| Norvegia             | 9                 |
| Nuova Zelanda        | 1                 |
| Paesi Bassi          | 1                 |
| Portogallo           | 2                 |
| Regno Unito          | 1                 |
| Repubblica Ceca      | 8                 |
| Slovenia             | 18                |
| Slovacchia           | 12                |
| Spagna               | 24                |
| Stati Uniti          | 11                |
| Svezia               | 1                 |
| Svizzera             | 4                 |
| Ungheria             | 12                |

### Classifiche di fine anno
| Classifica (2016) | Posizione |
| ----------------- | --------- |
| Australia         | 22        |
| Germania          | 79        |
| Nuova Zelanda     | 44        |
| Paesi Bassi       | 80        |
| Regno Unito       | 19        |
| Svezia            | 58        |
| Svizzera          | 86        |
| Ungheria          | 63        |
| Classifica (2017) | Posizione |
| Australia         | 45        |
| Belgio (Fiandre)  | 66        |
| Belgio (Vallonia) | 36        |
| Danimarca         | 25        |
| Francia           | 106       |
| Italia            | 76        |
| Norvegia          | 83        |
| Nuova Zelanda     | 25        |
| Paesi Bassi       | 22        |
| Portogallo        | 38        |
| Regno Unito       | 46        |
| Stati Uniti       | 11        |
| Spagna            | 99        |
| Svezia            | 29        |
| Svizzera          | 47        |
| Ungheria          | 73        |
| Classifica (2020) | Posizione |
| Australia         | 97        |
| Classifica (2021) | Posizione |
| Australia         | 73        |
| Portogallo        | 152       |
| Classifica (2022) | Posizione |
| Australia         | 80        |
| Classifica (2024) | Posizione |
| Filippine         | 89        |

### Classifiche di fine decennio
| Classifica (2010-19) | Posizione |
| -------------------- | --------- |
| Australia            | 38        |
| Regno Unito          | 23        |